# Mirakelsyskonen
Mirakelsyskonen är Sveriges Radios julkalender 2024 regisserad av Emma Janke och Klara Fredén efter ett manus av Mattias Grosin.
Serien produceras av Ljudbang i samarbete med Sveriges Radio.
Papperskalendern illustrerades av Moa Wallin, vars stil beskrivs som ”sagoaktig med surrealistiska inslag”.

## Handling
Serien handlar om Älva som ger sig ut i skogen för att leta efter sin försvunne bror. Väl ute i skogen hamnar Älva i en värld befolkad av väsen ur nordisk mytologi.
Ylva Hällen presenterar programmet och öppnar luckor ur papperskalendern efteråt.

## Rollista
- Kine Brask Biteye – Älva
- Emil Brandhill Johansson – Björn
- Rolf Lassgård – berättare
- William Spetz – Truls
- Lisa Östborn – mamma
- Rob Grootenboer – pappa
- Louise Löwenberg – vårt-tant/vårt-troll
- Erika Böös – Askfru
- Fredric Thurfjell – Geiröd
- Edith Hammenlind – Ariel
- Michalis Koutsogiannakis – Vålnad
- Ellen Jelinek – Sjöfn
- Hannes Meidal – Oberon
- Inti Sobrado – troll
- Rayan Khosropour – troll
- Theresia Billberg – polis/ruskmamma
- Derek Cespedes Barrientos – guldsmed
- Emma Janke – ägare Himmelseken/cafébiträde
- Axel Jonsson – svartalv ett
- Jakob Runevad Kjellmer –  svartalv två
- Lowina Nilsson – alvflicka
- Klara Fredén – reporter
- Patrick Gårdinger – statist museibesökare
- Pär Edberg – Ekot
- Lisa Frost – SMHI
- Nike Nylander – nyhetsankare från aktuellt
- Ellen Berkemar – person som hittar Björn som bebis

- Matgäster Himmelseken – Ellen Berkemar, Johan Nilsson, Tiffi Malmgren, Alma Dias Taguatinga, Lovisa Eldebrink, Noah Berhan
- Älvor – Elever från årskurs sex Adolf Fredrik Farsta: Gloria Skedinger, Iris Rosendahl och Edith Hammenlind
- Ruskor – Bojan Billberg, Jonatan Östborn, Julia Östborn, Tuva Brandhill Johansson samt elever från årskurs sex Adolf Fredrik Farsta: Sofia Sonnerby, Ida Lorentz och Sienna Wallner
- Statister svartalver i gruvan – Johan Nilsson, Tiffi Malmgren, Alma Dias Taguatinga, Lovisa Eldebrink och Noah Berhan[2]

## Papperskalendern
Årets papperskalender illustrerades av Moa Wallin och föreställer fantasivärlden serien utspelar sig i med en stor skog, några av rollfigurerna, och berg och en snötäckt stuga i bakgrunden.